# フローレンス・ウェルチ
フローレンス・ウェルチ（Florence Welch、1986年8月28日 - ） は、イギリスのミュージシャン、歌手、シンガーソングライター。 フローレンス・アンド・ザ・マシーンのボーカルとして知られる。

## 略歴
ロンドン大学キングス・カレッジでルネサンス美術の教鞭をとる教授であるアメリカ人の母と、広告代理店の重役である父のもとにロンドンで生まれる。祖父はデイリーテレグラフ紙の元副編集長のコリン・ウェルチ。従兄弟にタレントのハリー杉山がいる。

## ディスコグラフィ
- 『ラングス』 - Lungs (2009年)
- 『セレモニアルズ』 - Ceremonials (2011年)
- How Big, How Blue, How Beautiful (2015年)
- High as Hope (2018年)
- Dance Fever (2022年)

### フィーチャリング・シングル
- カルヴィン・ハリス featuring フローレンス・ウェルチ : "Sweet Nothing" (2012年)
- バンクス・アンド・スティールズ featuring フローレンス・ウェルチ : "Wild Season" (2017年)

### 参加アルバム
- キッド・ハープーン : The Second (2008年) ※EP。「Riverside」に参加
- ザ・ビッグ・ピンク : Dominos (2009年) ※EP。「She's No Sense」に参加
- デヴィッド・バーン & ファットボーイ・スリム : 『ヒア・ライズ・ラヴ』 - Here Lies Love (2010年) ※「Here Lies Love」に参加
- ジュールズ・ホランド : 『ゴールデン・エイジ・オブ・ソング』 - The Golden Age Of Song (2012年) ※「My Baby Just Cares For Me」に参加
- エイサップ・ロッキー : 『ロング・リヴ・エイサップ』 - Long. Live. ASAP (2013年) ※「I Come Apart」に参加
- フェリックス・ホワイト : Cosmo (2013年) ※「Neon Citied Sea」「Yalla」「Swarm」「Midnight」「The Other Side」に参加
- エミール・ヘイニー : We Fall (2015年) ※「The Other Side」に参加
- Various Artists : Take All My Loves: 9 Shakespeare Sonnets (2016年) ※「When in Disgrace with Fortune and Men's Eyes (Sonnet 29)」に参加。with ルーファス・ウェインライト
- レディー・ガガ : 『ジョアン』 - Joanne (2016年) ※「Hey Girl」に参加
- ローリング・ストーンズ : 『HONK (3CDデラックス)』 - Honk (Deluxe version) (2019年) ※「Wild Horses」(ライブ音源)に参加
- アダム・グリーン : Engine Of Paradise (2019年) ※「Cheating On A Stranger」に参加